# Alexander Choupenitch
Alexander Choupenitch (* 2. Mai 1994 in Brno) ist ein tschechischer Florettfechter.

## Erfolge
Alexander Choupenitchs Eltern stammten aus Belarus und zogen erst später nach Tschechien. Als Opernsänger traten sie in ganz Europa auf, woraufhin sie ihren belarussischen Nachnamen Šupenič in die französische Version Choupenitch änderten. Sie ließen sich in Brno nieder, wo sie am dortigen Nationaltheater tätig waren. Mit acht Jahren begann Alexander Choupenitch mit dem Fechten. Bereits seine Stief-Großmutter Tazzjana Pjatrenka-Samussenka war im Fechten aktiv und sehr erfolgreich gewesen. Die Florettfechterin wurde dreimal mit der sowjetischen Mannschaft Olympiasiegerin sowie einmal im Einzel auch Weltmeisterin.
Choupenitch selbst vertrat Tschechien bereits bei den Olympischen Jugend-Sommerspielen 2010 in Singapur, bei denen er im Einzel Sechster und mit der Mixed-Mannschaft Fünfter wurde. In Baku erreichte er 2015 bei den erstmals ausgetragenen Europaspielen das Achtelfinale. Bei den Olympischen Spielen 2016 in Rio de Janeiro scheiterte er in seiner Auftaktbegegnung mit 8:15 am Ägypter Alaaeldin Abouelkassem. Zwei Jahre darauf gewann er in Novi Sad mit Bronze bei den Europameisterschaften seine erste internationale Medaille.
Bei den 2021 ausgetragenen Olympischen Spielen 2020 in Tokio erreichte Choupenitch nach drei Siegen das Halbfinale, in dem er dem späteren Olympiasieger Cheung Ka Long aus Hongkong mit 10:15 unterlag. Im anschließenden Gefecht um Platz drei setzte er sich gegen den Japaner Takahiro Shikine mit 15:8 durch und sicherte sich so die Bronzemedaille.